# Дерони
Дероните са тракийско или пеонско племе. Сведения за тяхното съществуване дават откритите монети, върху които е гравиран надписът ΔΕΡΡΟΝΙΚΟΝ. Използваните на монетите букви са старогръцки, но това не доказва, че хората от племето са говорели на езика на южните си съседи. Тези монети, които вероятно са били направени с цел износ и вътрешна търговия, датират от 500–450 година пр. Хр.
Въз основа на нумизматични доказателства, най-вече монетни находки, има две теории по отношение на географското положение на племето. Първата теория гласи, че дероните живеели в централната част на Балканите, в северната част на днешната Северна Македония, докато според втората племето, поне по времето на отсичането на намерените монети, се намирало далеч по̀ на юг.
Счита се, че първите отсечени по български земи монети са именно на това племе. В България са намерени находки на тетрастатери на дероните край Садовик, които датират от около 500 година пр.н.е., както и край Величково, датиращи към 475-465 година пр.н.е. Преписвани на тракийското племе, монетите съдържат изображения на волове и коринтски каски.
Техният бог е почитан и от пеони, и от македонци.